# Терюха (річка)
Терюха́ (біл. Цяруха) — річка в Білорусі та (частково) в Україні (Городнянський район, Чернігівська область). Ліва притока Сожу (басейн Дніпра).
Довжина 57 км, площа басейну — 525 км². Ширина річища пересічно 10—15 м, у пригирловій частині — бл. 20 м. Глибина 1—2 м. 
У верхів'ях річкою проходить українсько-білоруський кордон (бл. 10 км). 
Основні притоки: Пісошенька, Грабівка, Реуток.